# Jennifer Lame
Jennifer Lame ist eine US-amerikanische Filmeditorin. Als eigenständige Editorin tritt sie seit 2009 in Erscheinung, ihr Schaffen umfasst mehr als ein Dutzend Produktionen. Beginnend mit Frances Ha aus dem Jahr 2012 arbeitete sie dabei mit Regisseur Noah Baumbach zusammen.
2017 wurde Lame bei den British Academy Film Awards für ihre Arbeit an Manchester by the Sea für den besten Schnitt nominiert. Außerdem erhielt sie von den American Cinema Editors eine Nominierung für den Eddie Award, zahlreiche weitere Nominierungen folgten. Auch ihre Arbeit an Marriage Story (2019) und Tenet (2020) wurde jeweils mit mehreren Nominierungen bedacht.
Für ihre Arbeit am Historienfilm Oppenheimer von Christopher Nolan wurde sie bei der Oscarverleihung 2024 mit dem Oscar für den besten Schnitt ausgezeichnet.

## Filmografie (Auswahl)
- 2012: Frances Ha
- 2014: Gefühlt Mitte Zwanzig
- 2015: Mistress America
- 2016: Manchester by the Sea
- 2017: The Meyerowitz Stories (New and Selected)
- 2018: Hereditary – Das Vermächtnis
- 2019: Marriage Story
- 2020: Tenet
- 2022: Don’t Worry Darling
- 2022: Black Panther: Wakanda Forever
- 2023: Oppenheimer